# ميري أتوم
| mr | i | i | t · tm |

| mr | i | i | t · tm |

ميري أتوم ( "المحبوب من آتوم ") كان أمير مصري قديم وكاهن رع الأكبر وأبن الفرعون رمسيس الثاني ونفرتاري .
يعتبر رقم 16 في خط خلافة العرش ، ومن المرجح أن يكون آخر طفل لرمسيس وزوجته نفرتاري.  وقد ظهر في معبد أبو سمبل الأصغر ، المكرس لنفرتاري حيث تظهر النقوش في الكرنك وأماكن أخرى أن نفرتاري كانت والدته. 
زار سيناء في العقد الثاني من عهد والده ، وفي وقت لاحق من ذلك العقد تم تعيينه كاهنًا أعلى لرع في أون، وهو المنصب الذي شغله لمدة العشرين عامًا التالية.
يوجد اثنان من تماثيله الآن في برلين وتوجد لوحة تذكارية تابعة له في هيلدسهايم . توجد شقفة مرسومة توضح العمل على إنشاء قبره وقبر إست نفرت. وهذا يعني أنه دفن في منطقة وادي الملكات ، على الرغم من إمكانية كونه قد دفن في مقبرة 5، القبر الذي بني لأبناء رمسيس ، حيث تم العثور على جزء من إحدى الأواني الكانوبية هناك.

## آثاره
يُعرف مري اتوم من عدة نقوش.
- نقش في سرابيط الخادم يصور الأمير مع قائد القوات أمينموب.
- واجهة المعبد الصغير في أبو سمبل؛ اثنان من التماثيل الضخمة للملك يحيط بهما تمثالان صغيران لابن الملك مرياتوم وابن الملك ميري (التمثالان الآخران يحيط بهما آمون حور خبشف وبريهيروينمف)
- نقش في معبد موت بالكرنك؛ النقش أسماء مرياتوم والملكة نفرتاري: نص صنعه ابن الملك رمسيس-مرياتوم، المولود من الملكة نفرتاري-مري آتوم، يحيا للأبد!
- تمثال للملكة نفرتاري مع تصوير الأمير مرياتوم على الجانب الأيسر (بروكسل E.2459)
- لوحة تابعة أخبت من القنطير (متحف بيليزايوس) تذكر ابن الملك رئيس العرافين طاهر الأيدي في بيت رع، ميري أتوم، مبرر.
- تمثال ذو معايير (برلين 19716) يذكر على العمود الظهري: الأمير والكونت الوراثي، رئيس الأسرار في قصر طائر بينو، ابن الملك الجسدي، محبوب هو، رئيس العرافين، ميري أتوم.
- العمود الظهري لتمثال في برلين (برلين 7347). وجاء في النقش على الجانب الأيسر: "[... في] القصر الكبير، كاهن ستيم في أفق الخلود، عيون الملك على رأس أرضيه، الذي بكلمته يسر الناس؛ ابن الملك، رئيس العرافين، طاهر الأيدي في بيت رع، مرياتوم، متجدد الحياة، مولود من الزوجة الملكية العظيمة، سيدة الأرضين، نفرتاري. وعلى الجانب الأيمن مكتوب: "[...عربة] أبيه الملك المنتصر حورس الصقر حبيب ماعت؛ ابن الملك رئيس العرافين، طاهر اليدين في بيت رع" مرياتوم، المولودة من الزوجة الملكية العظيمة، سيدة الأرضين، نفرتاري مريتموت." (مطبخ) بينما يقول النص الرئيسي: "الأمير الوراثي، الأمير الملكي، قاضي الشعب، المولود من الزوجة الملكية العظيمة، رئيس العرافين، طاهر الأيدي في بيت رع، ميرياتوم."